# Josef Pichler (Politiker, 1930)
Josef Pichler (* 26. Dezember 1930 in Maishofen; † 7. März 2017 in Saalfelden am Steinernen Meer) war ein österreichischer Politiker (SPÖ) und Gewerkschaftssekretär und Geschäftsführer einer Wohnbaugenossenschaft. Er war von 1967 bis 1989 Abgeordneter zum Salzburger Landtag und lebte in Saalfelden am Steinernen Meer.

## Ausbildung und Beruf
Pichler wurde in Maishofen geboren und besuchte zunächst fünf Klassen der Volksschule in der Nachbargemeinde Saalfelden am Steinernen Meer. Danach wechselte er zum Besuch von zwei Klassen einer Hauptschule nach Salzburg und erlernte nach dem Ende des Zweiten Weltkriegs von 1945 bis 1948 den Beruf des Fassbinders. Im Anschluss absolvierte er zwischen 1949 und 1952 eine Lehre als Brauer und Mälzer und war danach bis 1960 im erlernten Beruf bei der Brauerei Blattl in Saalfelden am Steinernen Meer beschäftigt. 
Zwischen 1958 und 1959 hatte Pichler die Sozialakademie der Arbeiterkammer Wien in Mödling besucht, woraufhin er im Jahr 1960 als Bezirkssekretär des Österreichischen Gewerkschaftsbundes im Pinzgau arbeitete. Danach war er von 1973 bis 1993 als Geschäftsführer der Wohnbaugenossenschaft „Bergland“ in Zell am See beschäftigt.

## Politik und Funktionen
Pichler war von 1952 bis 1960 als Betriebsrat in der Brauerei Blattl aktiv und trat 1956 der Sozialdemokratischen Partei bei. Er wurde 1959 in die Gemeindevertretung der Gemeinde Saalfelden am Steinernen Meer und verblieb bis 1994 Mitglied in diesem Gremium. Zudem war er von 1959 bis 1984 Mitglied des Gemeinderates von Saalfelden. Des Weiteren war er von 1959 bis 1964 Kammerrat der Salzburger Arbeiterkammer, wirkte innerparteilich bis 1992 als stellvertretender Bezirksparteivorsitzender der SPÖ im Pinzgau und war auf Landesebene von 1978 bis 1984 stellvertretender Landesparteivorsitzender der SPÖ Salzburg. Zudem gehörte er zwischen 1974 und 1989 dem Landesparteivorstand der SPÖ Salzburg an und hatte von 1969 bis 1989 die Funktion des stellvertretenden Klubvorsitzender der SPÖ-Landtagsfraktion inne, wobei er dem Landtag vom 11. Oktober 1967 bis zum 2. Mai 1989 angehörte.

## Auszeichnungen
- Silbernes Ehrenzeichen für Verdienste um die Republik Österreich (1978)
- Silbernes Ehrenzeichen des Landes Salzburg (1989)